# Énergie en Iran
Le secteur de l'énergie en Iran est extrêmement important dans l'économie nationale et très important au niveau mondial.
L'Iran dispose des 3e réserves de pétrole au monde (11,2 % des réserves mondiales), derrière le Vénézuela (18,7 %) et l'Arabie saoudite (15,3 %), et est un des principaux pays exportateurs de pétrole ; il a été le premier pays du Moyen-Orient à exploiter cette ressource, depuis 1913. Sa production de pétrole le plaçait au 5e rang mondial en 2011, mais au 7e rang en 2015 du fait de l'embargo décidé par les pays occidentaux, puis au 5e rang en 2018 avec 4,9 % de la production mondiale, après la fin de l'embargo ; en 2022, il est retombé au niveau de 2013 et au 8e rang mondial avec 4,0 % de la production mondiale, mais en 2023 il est revenu au 5e rang mondial (4,8 %) ; ses exportations se situaient au 3e rang mondial en 2011, puis ont disparu du classement des dix principaux pays exportateurs, avant d'y réapparaître au 10e rang en 2015, puis au 6e rang en 2018 avec 5,1 % du total mondial, et de tomber au 14e rang en 2022.
Le pays possède également les deuxièmes réserves mondiales de gaz naturel (16,1 % des réserves mondiales, derrière la Russie), dont il était en 2023 le 3e producteur mondial avec 6,2 % de la production mondiale, derrière les Etats-Unis (25,5 %) et la Russie (14,4 %) ; il consomme 98 % de sa production et exporte le solde vers la Turquie et l'Irak.
La consommation d'énergie primaire par habitant du pays était en 2023 supérieure de 85 % à la moyenne mondiale, de 7 % à celle de la France, mais inférieure de 49 % à celle des États-Unis et de 55 % à celle de l'Arabie saoudite.
La consommation finale d'énergie en Iran dépend pour l'essentiel des combustibles fossiles : 87,6 % en 2022 ; l'électricité n'en couvre que 12,2 %, elle-même produite en 2023 à 91,8 % par des combustibles fossiles (surtout gaz : 84,5 % et pétrole : 7 %). L'Iran cherche à développer ses capacités nucléaires civiles ; le nucléaire assurait 1,7 % de la production d'électricité iranienne en 2023. Les énergies renouvelables en produisaient 6,5 % (hydroélectricité 5,9 %, éolien 0,3 %, solaire 0,2 %).
Les émissions de CO2  par habitant dues à la combustion en Iran en 2021 étaient supérieures de 83 % à la moyenne mondiale, de 40 % à celle de l'Union européenne et de 90 % à celle de la France.

## Vue d'ensemble
| Principaux indicateurs de l'énergie en Iran | Principaux indicateurs de l'énergie en Iran | Principaux indicateurs de l'énergie en Iran | Principaux indicateurs de l'énergie en Iran | Principaux indicateurs de l'énergie en Iran | Principaux indicateurs de l'énergie en Iran | Principaux indicateurs de l'énergie en Iran |
| --- | ------------------------------------------- | ------------------------------------------- | ------------------------------------------- | ------------------------------------------- | ------------------------------------------- | ------------------------------------------- |
| | Population                                  | Consom. énergie primaire                    | Production                                  | Export. nettes                              | Consom. élect.*                             | Émissions de GES**                          |
| Année | Million                                     | PJ                                          | PJ                                          | PJ                                          | TWh                                         | Mt CO2éq                                    |
| 1990 | 58,4                                        | 2 902                                       | 7 864                                       | 4 924                                       | 53,0                                        | 282                                         |
| 2000 | 66,4                                        | 5 155                                       | 10 620                                      | 5 453                                       | 101,5                                       | 441                                         |
| 2010 | 77,4                                        | 8 539                                       | 14 330                                      | 5 485                                       | 196,2                                       | 655                                         |
| 2011 | 78,4                                        | 8 720                                       | 14 473                                      | 5 634                                       | 200,1                                       | 664                                         |
| 2012 | 79,4                                        | 9 122                                       | 12 453                                      | 3 368                                       | 210,4                                       | 657                                         |
| 2013 | 80,4                                        | 9 306                                       | 12 475                                      | 3 124                                       | 216,5                                       | 675                                         |
| 2014 | 81,5                                        | 9 844                                       | 12 703                                      | 2 738                                       | 234,1                                       | 706                                         |
| 2015 | 82,6                                        | 9 463                                       | 12 789                                      | 3 083                                       | 236,4                                       | 705                                         |
| 2016 | 83,8                                        | 10 022                                      | 15 551                                      | 5 542                                       | 253,1                                       | 742                                         |
| 2017 | 85,0                                        | 10 771                                      | 16 468                                      | 5 778                                       | 270,3                                       | 775                                         |
| 2018 | 86,1                                        | 10 500                                      | 15 627                                      | 5 226                                       | 273,1                                       | 764                                         |
| 2019 | 87,1                                        | 11 637                                      | 14 666                                      | 3 166                                       | 287,3                                       | 786                                         |
| 2020 | 87,7                                        | 11 970                                      | 14 398                                      | 2 637                                       | 302,3                                       | 798                                         |
| 2021 | 88,5                                        | 12 364                                      | 15 467                                      | 3 277                                       | 317,5                                       | 867                                         |
| 2022 | 89,5                                        | 12 251                                      | 16 097                                      | 3 978                                       | 328,0                                       | 880                                         |
| variation 1990-2022 | +53 %                                       | +322 %                                      | +105 %                                      | -19 %                                       | +519 %                                      | +212 %                                      |
| * consommation brute d'électricité = production+importations-exportations-pertes en ligne ** émissions de gaz à effet de serre liées à l'énergie. |                                             |                                             |                                             |                                             |                                             |                                             |

La baisse de 51 % des exportations d'énergie entre 2011 et 2014 témoigne de l'efficacité des sanctions internationales dans le cadre de la crise du nucléaire iranien ; le même phénomène se produit à nouveau en 2018-20 : les exportations baissent de 54 % entre 2017 et 2020. Cependant, elles remontent de 51 % entre 2020 et 2022.

## Ressources énergétiques de l'Iran

### Production d'énergie primaire
| Source                                                  | 1990  | %    | 2000   | %     | 2010   | %     | 2020   | %    | 2022   | % 2022 | var. 2022/1990 |
| Charbon                                                 | 23    | 0,3  | 32     | 0,3   | 30     | 0,2   | 44     | 0,3  | 51     | 0,3 %  | +118 %         |
| Pétrole                                                 | 7 009 | 89,1 | 8 482  | 79,9  | 9 143  | 63,8  | 5 084  | 35,3 | 6 456  | 40,1 % | -8 %           |
| Gaz naturel                                             | 801   | 10,2 | 2 087  | 19,7  | 5 096  | 35,6  | 9 103  | 63,2 | 9 429  | 58,6 % | +1078 %        |
| Total fossiles                                          | 7 833 | 99,6 | 10 601 | 99,8  | 14 269 | 99,6  | 14 232 | 98,8 | 15 935 | 99,0 % | +103 %         |
| Nucléaire                                               | 0     |      | 0      |       | 0      |       | 60     | 0,4  | 88     | 0,5 %  | ns             |
| Hydraulique                                             | 22    | 0,3  | 13     | 0,1   | 34     | 0,2   | 79     | 0,6  | 45     | 0,3 %  | +107 %         |
| Biomasse                                                | 9     | 0,1  | 6      | 0,06  | 26     | 0,2   | 22     | 0,1  | 22     | 0,1 %  | +144 %         |
| Solaire, éolien                                         | 0     |      | 0,1    | 0,001 | 0,6    | 0,004 | 5      | 0,03 | 6      | 0,03 % | ns             |
| Total EnR                                               | 31    | 0,4  | 20     | 0,2   | 61     | 0,4   | 106    | 0,7  | 73     | 0,5 %  | +136 %         |
| Total                                                   | 7 864 | 100  | 10 620 | 100   | 14 330 | 100   | 14 398 | 100  | 16 097 | 100 %  | +105 %         |
| Source des données : Agence internationale de l'énergie |       |      |        |       |        |       |        |      |        |        |                |

Entre 2011 et 2014, la production de pétrole a chuté de 30 % sous l'effet des sanctions internationales. Entre 2017 et 2019, une nouvelle baisse de 30 % résulte des nouvelles sanctions américaines appliquées à partir de la fin de 2018. De 2019 à 2022, elle a regagné 8,4 %.

### Pétrole

Carte des gisements pétroliers et gaziers iraniens en 2004. L'Iran détient 9 % des réserves pétrolières prouvées mondiales et 18 % des réserves de gaz.

#### Réserves de pétrole
Les réserves pétrolières prouvées de l'Iran étaient estimées par l'Agence fédérale allemande pour les sciences de la terre et les matières premières (BGR) à 28,38 Gt (milliards de tonnes) fin 2022, soit 11,2 % du total mondial, au 3e rang mondial derrière le Vénézuela (18,7 %) et l'Arabie saoudite (15,3 %) et devant le Canada (10,2 %) et l'Irak (7,8 %). Elles représentaient 132 années de production au rythme de 2023 : 214,3 Mt. Elles ont été réévaluées en hausse de 39 % depuis 2010. Les ressources supplémentaires, non encore prouvées, sont estimées à 7,2 Gt, entièrement en pétrole conventionnel.
La première découverte de pétrole commercialisable en Iran date de 1908, à Masjid-i-Sulaiman ; de nombreux gisements majeurs ont été découverts au cours des deux décennies suivantes, dont ceux d'Āghā Jārī et de Gach Saran. Environ 14 % des réserves de brut et 55 % de celles de liquides de gaz naturel sont situées en mer dans le golfe Persique ; plus de 50 % des réserves terrestres sont concentrées sur cinq gisements géants, dont les plus grands sont Marun (22 Mds bl), Ahwaz (18 Mds bl) et Aghajari (17 Mds bl) ; plus de 80 % des réserves terrestres sont situées dans le bassin du Khouzistan au sud-ouest, près de la frontière irakienne ; l'Iran aurait aussi, selon FACTS Global Energy, des réserves de 100 Mbbl en mer Caspienne.

#### Production de pétrole

Production et consommation de pétrole en Iran.

En 2023, selon l'Energy Institute, l'Iran a produit 4,66 Mb/j (millions de barils par jour), soit 214,3 Mt (millions de tonnes) de pétrole, en hausse de 18,9 % par rapport par rapport à 2022, mais en baisse de 9 % par rapport à 2017, du fait des sanctions américaines sur l'export du pétrole iranien. La production de pétrole du pays était en 2023 supérieure de 26 % à celle de 2013, année où l'effet des sanctions précédant l'accord sur le nucléaire iranien avaient été le plus fort. Le pays se classe au 5e rang mondial avec 4,8 % de la production mondiale, derrière États-Unis (18,3 %), la Russie (12,0 %), l'Arabie saoudite (11,8 %) et le Canada (6,2 %).
La production a été de 6 456 PJ en 2022, en hausse de 6,6 % par rapport à 2021 et de 27 % par rapport à 2020, mais en baisse de 8 % par rapport à 1990.
En 2012, l'Iran produisait environ 3,5 Mbbl/j d'hydrocarbures liquides, dont 3 Mbbl/j de pétrole brut ; la production était en baisse de 17 % par rapport aux 4,2 Mbbl/j de 2011, du fait des sanctions économiques imposées par les pays occidentaux à cause du programme nucléaire iranien. La production maximale a été de 6 millions de barils par jour en 1974. Après la  révolution iranienne de 1979, le gouvernement a réduit la production de pétrole quotidienne dans l'optique d'une politique de conservation des réserves de pétrole. D'autres baisses de la production de pétrole se sont produites lors des dommages aux installations pétrolières survenues pendant la guerre avec l'Irak. Au début des années 2000, l'infrastructure industrielle était de plus en plus inefficace en raison des retards technologiques.
Grâce à la levée des sanctions internationales début 2016, l'Iran se dit prêt à signer en 2016 une cinquantaine de projets énergétiques pour faire passer sa production pétrolière de 2,8 Mb/j à 4,8 Mb/j. La Banque mondiale estimait récemment que cela déprimerait d’encore 10 dollars le prix du baril en 2016, ce qui n’empêcherait pas la croissance iranienne de remonter à 5 %.

#### Consommation de pétrole
En 2023, l'Iran a consommé 1,82 Mb/j (millions de barils par jour), soit 3,50 EJ (exajoules) de pétrole, en recul de 2,1 % en 2023 et de 8 % par rapport à 2013. Il se classe au 12e rang mondial avec 1,8 % de la consommation mondiale. Sa consommation absorbe 39 % de sa production.

#### Exportations de pétrole
Selon l'Agence internationale de l'énergie, les exportations de pétrole brut s'élevaient en 2022 à 1 771 PJ, en hausse de 134 % par rapport à 2020, mais en baisse de 60 % par rapport à 2017 sous l'effet des sanctions américaines, après un creux à 756 PJ en 2020 du fait de la crise du Covid-19. Les exportations de produits pétroliers atteignaient 1 649 PJ en 2022, en hausse de 211 % par rapport à 2014.
L'Iran ne figurait plus qu'au 14e rang mondial des exportateurs de brut en 2022 (2 % des exportations mondiales), alors qu'en 2017 il était au 4e rang mondial avec 4,8 % du total mondial. Son solde exportateur net de produits pétroliers de 1 632 PJ en 2022 (2,8 % du total mondial) se classait au 4e rang mondial derrière les États-Unis; la Russie et l'Arabie saoudite.
Les exportations iraniennes de pétrole, qui dépassaient 2,5 millions de barils par jour en 2011, étaient tombées à 1,1 million de barils/jour en 2014. L’Union européenne n’achetait pratiquement plus de brut iranien, alors qu’elle en absorbait 0,6 million de barils/jour en 2011. La Chine et l’Inde avaient aussi réduit leurs achats d’un tiers.
Malgré ses réserves de pétrole importantes, l'Iran a dépensé en 2005 quatre milliards de dollars pour des importations de carburant. Ces importations sont dues à une sous-capacité de raffinage dans le pays et à une consommation nationale en constante augmentation. Des subventions sur le prix du carburant sont accordées par l'État aux particuliers. De plus, la contrebande de carburant iranien bon marché vers les pays voisins est assez répandue.

#### Organisation du secteur
La National Iranian Oil Company, entreprise publique fondée en 1948, produit et distribue le gaz naturel et le pétrole iranien et appartient au Ministère du pétrole iranien.

### Gaz naturel

#### Réserves de gaz naturel
Les réserves prouvées de gaz naturel de l'Iran étaient estimées par l'Agence fédérale allemande pour les sciences de la terre et les matières premières (BGR) à 33 988 Gm3 (milliards de m³) fin 2022. Ces réserves classaient l'Iran au 2e rang mondial avec 16,1 % du total mondial, derrière la Russie (22,7 %) et devant le Qatar (11,3 %) et les États-Unis (7,8 %). Elles ont été réévaluées en hausse de 13 % depuis 2010. Elles représentent 135 années de production au rythme de 2023 : 251,7 Gm3. Les ressources supplémentaires, non encore prouvées, sont estimées à 10 000 Gm3, uniquement des réserves conventionnelles.
Les réserves sont principalement situées en mer, bien que la production soit en grande partie terrestre, associée au pétrole ; plus des deux tiers des réserves prouvées ne sont pas associées au pétrole, et n'ont pas été développées ; les principaux gisements sont : South Pars, North Pars, Kish, Kangan-Nar, Golshan et Ferdowsi ; le gisement offshore géant de South Pars, dont une partie seulement est sur le territoire iranien (la partie qatarie est dénommée North Dome), contient 47 % des réserves totales et produit 35 % du gaz iranien ; l'USGS estime les réserves non encore découvertes entre 5 660 et 22 640 milliards de m³.

#### Production de gaz naturel
En 2023, selon l'Energy Institute, l'Iran a produit 251,7 Gm3 (milliards de m³) de gaz naturel, soit 9,06 EJ (exajoules), en progression de 1,6 % en 2023 et de 60 % depuis 2013. Il se classe au 3e rang mondial avec 6,2 % de la production mondiale, derrière les États-Unis (25,5 %) et la Russie (14,4 %), et devant la Chine (5,8 %), le Canada (4,7 %) et le Qatar (4,5 %).

#### Consommation de gaz naturel
En 2023, l'Iran a consommé 245,6 Gm3 de gaz naturel, soit 8,84 EJ (exajoules), en progression de 2,6 % en 2023 et de 60 % depuis 2013. Il se classe au 4e rang mondial avec 6,1 % de la consommation mondiale, derrière les États-Unis (22,1 %), la Russie (11,3 %) et la Chine (10,2 %). L'Iran consomme 98 % de sa production.

#### Exportations et importations de gaz naturel
En 2023, les exportations par gazoduc de gaz naturel de l'Iran ont atteint 14,3 Gm3, destinées surtout au Moyen-Orient : 8,8 Gm3 et à la Turquie : 5,2 Gm3.
L'Iran importe du gaz naturel de son voisin le Turkmenistan ; les importations ont bondi à 1,1 milliard de pieds cubes par jour en 2011 à la suite de l'achèvement du gazoduc Dauletabad-Hasheminejad ; l'Iran exporte du gaz par gazoduc vers la Turquie et l'Arménie.

### Charbon
Les réserves prouvées de charbon de l'Iran étaient estimées par l'Agence fédérale allemande pour les sciences de la terre et les matières premières (BGR) à 1 203 Mt (millions de tonnes) fin 2022, soit 0,2 % des réserves mondiales, au 17e rang mondial. BGR estime les ressources supplémentaires identifiées, mais dont l'exploitation n'est pas techniquement ou économiquement justifiée, à 40 Gt de charbon. L'Iran a produit seulement 1,6 Mt en 2023.

## Consommation d'énergie primaire
La consommation d'énergie primaire de l'Iran atteignait 12,71 EJ en 2023, soit 2,1 % du total mondial, au 8e rang mondial, derrière la Chine (27,7 %), les États-Unis (15,2 %), l'Inde (6,3 %), la Russie (5,1 %), le Japon (2,8 %), le Canada et le Brésil. Sa consommation par habitant s'élevait à 142,6 GJ, niveau supérieur de 85 % à la moyenne mondiale : 77,0 GJ, de 7 % à celui de la France : 133,8 GJ et de 4 % à celui de l'Allemagne : 137,0 GJ, mais inférieur de 49 % à celui des États-Unis : 277,3 GJ et de 55 % à celle de l'Arabie saoudite : 313,9 GJ.
La consommation d'énergie primaire par habitant de l'Iran atteignait 138,2 GJ en 2022, supérieure de 77 % à la moyenne mondiale (78,3 GJ/hab) et de 7 % à celle de la France (129,1 GJ/hab), mais inférieure de 50 % à celle de l"Arabie saoudite (278,6 GJ/hab) et de 49 % à celle des États-Unis (268,9 GJ/hab).
| Source                                                   | 1990  | %    | 2000  | %     | 2010  | %     | 2020   | %      | 2022   | % 2022   | var. 2022/1990 |
| Charbon                                                  | 30    | 1,0  | 61    | 1,2   | 62    | 0,7   | 72     | 0,6    | 83     | 0,7 %    | +179 %         |
| Pétrole                                                  | 2 110 | 72,7 | 2 869 | 55,7  | 3 330 | 38,9  | 3 219  | 26,9   | 3 214  | 26,2 %   | +52 %          |
| Gaz naturel                                              | 732   | 25,2 | 2 204 | 42,8  | 5 114 | 59,8  | 8 513  | 71,1   | 8 793  | 71,8 %   | +1101 %        |
| Total fossiles                                           | 2 871 | 99,0 | 5 133 | 99,7  | 8 506 | 99,4  | 11 804 | 98,6   | 12 090 | 98,7 %   | +321 %         |
| Nucléaire                                                | 0     |      | 0     |       | 0     |       | 60     | 0,5    | 88     | 0,7 %    | ns             |
| Hydraulique                                              | 22    | 0,8  | 13    | 0,3   | 34    | 0,4   | 79     | 0,7    | 45     | 0,4 %    | +107 %         |
| Biomasse-déchets                                         | 9     | 0,3  | 6     | 0,1   | 26    | 0,3   | 22     | 0,2    | 22     | 0,2 %    | +144 %         |
| Solaire, éolien, géoth.                                  | 0     |      | 0,1   | 0,003 | 0,6   | 0,007 | 5      | 0,04   | 6      | 0,05 %   | ns             |
| Total EnR                                                | 31    | 1,1  | 20    | 0,4   | 61    | 0,7   | 106    | 0,9    | 73     | 0,6 %    | +136 %         |
| Solde exp.électricité                                    | 0     |      | 2     | 0,05  | -28   | -0,3  | -0,7   | -0,006 | -0,6   | -0,005 % | ns             |
| Total                                                    | 2 902 | 100  | 5 155 | 100   | 8 539 | 100   | 11 970 | 100    | 12 251 | 100 %    | +322 %         |
| Source des données : Agence internationale de l'énergie. |       |      |       |       |       |       |        |        |        |          |                |

## Consommation finale d'énergie
La consommation finale d'énergie en Iran (après raffinage, transformation en électricité, transport, etc) a évolué comme suit :
| Source                                                  | 1990  | %    | 2000  | %    | 2010  | %    | 2020  | %    | 2022  | % 2022 | var. 2022/1990 |
| Charbon                                                 | 7     | 0,3  | 14    | 0,4  | 11    | 0,2  | 33    | 0,4  | 45    | 0,5 %  | +502 %         |
| Produits pétroliers                                     | 1 707 | 74,5 | 2 386 | 60,1 | 2 725 | 41,3 | 2 603 | 28,7 | 2 726 | 29,2 % | +68 %          |
| Gaz naturel                                             | 392   | 17,1 | 1 223 | 30,8 | 3 165 | 48,0 | 5 390 | 59,3 | 5 402 | 57,9 % | +1279 %        |
| Total fossiles                                          | 2 106 | 92,0 | 3 623 | 91,3 | 5 901 | 89,5 | 8 026 | 88,4 | 8 173 | 87,6 % | +288 %         |
| Biomasse                                                | 7     | 0,3  | 6     | 0,1  | 26    | 0,4  | 22    | 0,2  | 22    | 0,2 %  | +223 %         |
| Électricité                                             | 178   | 7,8  | 340   | 8,6  | 670   | 10,2 | 1 034 | 11,4 | 1 134 | 12,2 % | +539 %         |
| Total                                                   | 2 291 | 100  | 3 969 | 100  | 6 597 | 100  | 9 082 | 100  | 9 328 | 100 %  | +307 %         |
| Source des données : Agence internationale de l'énergie |       |      |       |      |       |      |       |      |       |        |                |

La répartition par secteur de la consommation finale d'énergie a évolué comme suit :
| Filière                                                  | 1990  | %    | 2000  | %    | 2010  | %    | 2020  | %    | 2022  | % 2022 | var. 2022/1990 |
| Industrie                                                | 594   | 25,9 | 778   | 19,6 | 1 612 | 24,4 | 2 423 | 26,7 | 2 676 | 28,7 % | +350 %         |
| Transport                                                | 546   | 23,8 | 1 067 | 26,9 | 1 677 | 25,4 | 1 869 | 20,6 | 2 068 | 22,2 % | +279 %         |
| Résidentiel                                              | 526   | 23,0 | 1 239 | 31,2 | 1 947 | 29,5 | 2 670 | 29,4 | 2 719 | 29,1 % | +417 %         |
| Tertiaire                                                | 173   | 7,5  | 313   | 7,9  | 468   | 7,1  | 482   | 5,3  | 540   | 5,8 %  | +212 %         |
| Agriculture                                              | 176   | 7,7  | 182   | 4,6  | 270   | 4,1  | 403   | 4,4  | 452   | 4,8 %  | +157 %         |
| Non spécifié                                             | 11    | 0,5  | 67    | 1,7  | 13    | 0,2  | 17    | 0,2  | 19    | 0,2 %  | ns             |
| Usages non énergétiques (chimie)                         | 265   | 11,6 | 321   | 8,1  | 611   | 9,3  | 1 217 | 13,4 | 856   | 9,2 %  | +222 %         |
| Total                                                    | 2 291 | 100  | 3 969 | 100  | 6 597 | 100  | 9 082 | 100  | 9 328 | 100 %  | +307 %         |
| Source des données : Agence internationale de l'énergie. |       |      |       |      |       |      |       |      |       |        |                |

## Secteur électrique

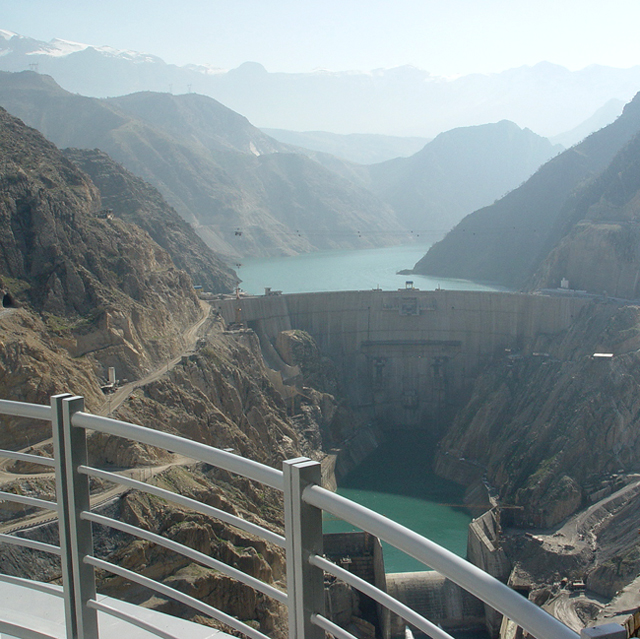
Le barrage Karun-3 et sa centrale hydroélectrique ont été mises en service en 2005. La centrale, d'une puissance installée de 2000 MW produit en moyenne 4137 GWh d'énergie par année.

En 2004 la puissance installée des centrales électriques de l'Iran dépassait 39 000 MW, dont 50 % brûlant du gaz naturel, 18 % du pétrole et 6 % hydroélectriques. En 2004, l'Iran a ouvert son premier parc éolien et des centrales géothermiques, et la première centrale solaire était prévue pour 2009. La démographie et l'industrialisation intensive ont produit une augmentation moyenne de la demande en énergie électrique de 5 % par an de 1967 à 2004. Le gouvernement prévoyait une accélération de cette croissance à 7 % par an et projetait d'atteindre une capacité installée de 53 000 mégawatts en 2010 en mettant en service de nouvelles centrales thermiques au gaz financées par des producteurs indépendants d'énergie (y compris ceux s'appuyant sur des investissements étrangers) et en développant la capacité de production hydroélectrique et nucléaire.
Avec la construction du barrage Karun-3 dans le Khuzestan, l'Iran a émergé en tant qu'important constructeur de barrages  au cours des dernières années, tandis que son gaspillage d'énergie électrique  atteint 1,1 milliard $ en 2006.

### Production d'électricité
En 2023, selon les estimations de l'Energy Institute, l'Iran a produit 382,9 TWh d'électricité, en progression de 4,3 % en 2023 et de 48 % depuis 2013, au 12e rang mondial avec 1,3 % de la production mondiale, loin derrière la Chine (31,7 %), les États-Unis (15,0 %), l'Inde (6,5 %) et la Russie (3,9 %). Cette production se répartissait en 91,8 % de combustibles fossiles (gaz naturel : 84,5 %, pétrole : 7,0 %, charbon : 0,2 %), 1,7 % de nucléaire et 6,5 % d'énergies renouvelables (hydroélectricité 5,9 %, autres 0,5 %). La production d'électricité solaire est estimée à 0,8 TWh (0,2 %), celle de l'éolien à 1,3 TWh (0,3 %), celle tirée de la biomasse et des déchets à 0,1 TWh.
| Source                                                   | 1990 | %    | 2000  | %    | 2010  | %     | 2020  | %    | 2022  | % 2022 | var. 2022/1990 |
| Charbon                                                  | 0,07 | 0,1  | 0,5   | 0,4  | 0,4   | 0,15  | 0,8   | 0,2  | 0,7   | 0,2 %  | +994 %         |
| Pétrole                                                  | 22,0 | 37,1 | 25,4  | 20,9 | 46,0  | 19,8  | 49,6  | 14,5 | 49,8  | 13,5 % | +127 %         |
| Gaz naturel                                              | 31,0 | 52,5 | 91,8  | 75,7 | 176,9 | 75,9  | 263,0 | 76,8 | 294,9 | 80,2 % | +851 %         |
| Total fossiles                                           | 53,0 | 89,7 | 117,7 | 97,0 | 223,3 | 95,8  | 313,5 | 91,5 | 345,4 | 93,9 % | +551 %         |
| Nucléaire                                                | 0    |      | 0     |      | 0     |       | 5,5   | 1,6  | 8,1   | 2,2 %  | ns             |
| Hydraulique                                              | 6,1  | 10,3 | 3,7   | 3,0  | 9,5   | 4,1   | 22,1  | 6,4  | 12,6  | 3,4 %  | +107 %         |
| Biomasse                                                 | 0    |      | 0     |      | 0,01  | 0,004 | 0,02  | 0,01 | 0,02  | 0,01 % | ns             |
| Éolien                                                   | 0    |      | 0,04  | 0,03 | 0,16  | 0,07  | 0,8   | 0,2  | 0,8   | 0,2 %  | ns             |
| Solaire                                                  | 0    |      | 0     |      | 0     |       | 0,6   | 0,2  | 0,7   | 0,2 %  | ns             |
| Total EnR                                                | 6,1  | 10,3 | 3,7   | 3,0  | 9,7   | 4,2   | 23,4  | 6,8  | 14,2  | 3,9 %  | +133 %         |
| Total                                                    | 59,1 | 100  | 121,4 | 100  | 233,0 | 100   | 342,4 | 100  | 367,7 | 100 %  | +522 %         |
| Source des données : Agence internationale de l'énergie. |      |      |       |      |       |       |       |      |       |        |                |

### Nucléaire

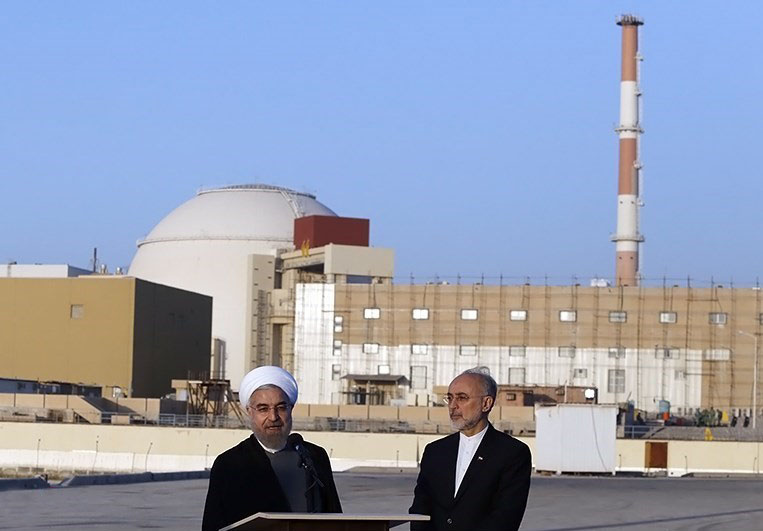
Centrale nucléaire de Bouchehr en 2015. Au premier plan le président iranien Hassan Rohani et le directeur de l'organisation de l'énergie atomique d'Iran Ali Akbar Salehi.

En 2023, l'Iran a produit 6,6 TWh d'électricité nucléaire, en hausse de 1,1 % en 2023 et de 53 % depuis 2013, soit 1,7 % de la production d'électricité du pays.
Au 28 janvier 2025, l'Iran exploite un réacteur nucléaire de 915 MW de puissance installée à la centrale nucléaire de Bouchehr, qui a produit 1,7 % de l'électricité du pays en 2023. Un deuxième réacteur, Bouchehr-2, de 974 MW, de type VVER-1000, est en construction depuis le 27 septembre 2019
L'Iran projetait au début des années 2000 de produire 6 000 MW d'électricité par la technologie nucléaire d'ici 2010 pour satisfaire sa demande croissante d'énergie. La première centrale nucléaire produisant de l'électricité, la Centrale nucléaire de Bouchehr, est un réacteur à eau pressurisée de type VVER-1000 de 915 MW, dont la construction, débutée en 1975 par Siemens, puis interrompue par la guerre Iran-Irak, a été achevée par les Russes en 2010, inaugurée en septembre 2011 et a atteint sa pleine puissance à la fin de 2012.
La Russie a conclu le 11 novembre 2014 avec l'Iran un accord prévoyant la construction de deux nouveaux réacteurs nucléaires et des activités en Iran dans le domaine des combustibles nucléaires. La construction de ces deux réacteurs de 1 000 MW a commencé le 10 septembre 2016 ; elle durera dix ans et coûtera dix milliards de dollars.
En décembre 2022, l’Iran lance la construction de sa deuxième centrale nucléaire, dans la province du Khouzistan, dans le sud-ouest du pays, pour une durée prévue de sept ans avec un coût estimé entre 1,5 et 2 milliards de dollars et une puissance de 300 MW.

### Énergies renouvelables
En 2010, le gouvernement iranien annonça des plans pour construire 2 000 MW d'installations à énergies renouvelables sur les cinq années suivantes. L'Iran disposait alors de 8 500 MW de centrales hydroélectriques et 130 MW d'éoliennes. Des officiels iraniens ont déclaré que des compagnies privées avaient signé des contrats pour construire plus de 600 MW de centrales à biomasse et 500 MW de nouveaux projets éoliens.

#### Hydroélectricité
- (en) Cet article est partiellement ou en totalité issu de l’article de Wikipédia en anglais intitulé « List of power stations in Iran » (voir la liste des auteurs).

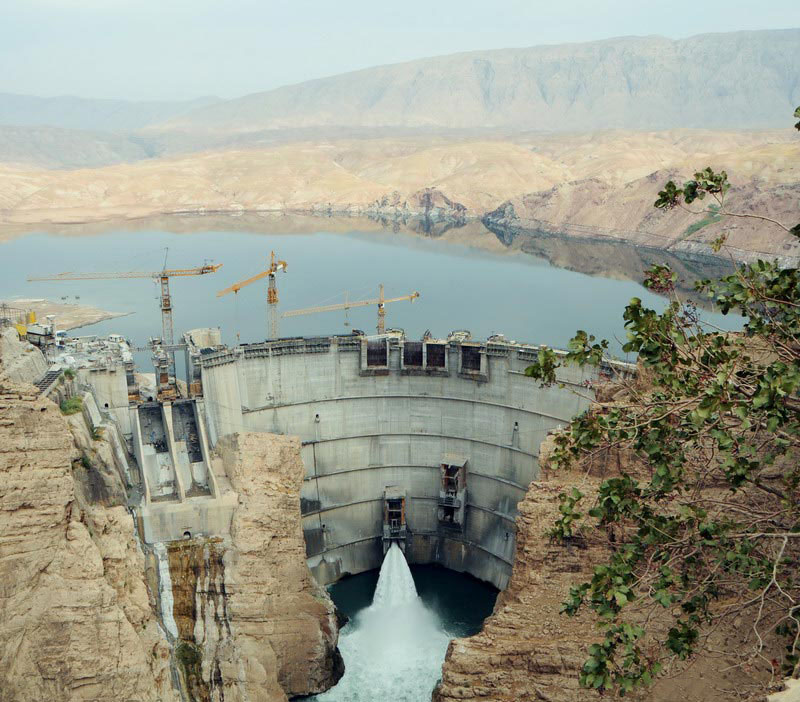
Barrage de Seimare, Province d'Ilam, en construction en septembre 2013.

En 2023, l'Iran a produit 22,7 TWh d'hydroélectricité, soit 5,9 % de la production d'électricité du pays, en hausse de 62 % par rapport à 2022 ; la production est passée de 14,6 TWh en 2013 à 22,7 TWh en 2023. Elle représente seulement 0,5 % de la production mondiale, mais figure au 2e rang du Moyen-Orient derrière la Turquie (1,5 %).
Selon l'Association internationale de l'hydroélectricité (IHA), la production hydroélectrique de l'Iran s'élevait en 2022 à 15 TWh, soit 2,8 % du total de l'Asie méridionale et centrale, au 5e rang, loin derrière la Russie (219 TWh), l'Inde (175 TWh) et le Pakistan (36 TWh), et 0,34 % du total mondial. La puissance installée de ces centrales s'élevait à 12 543 MW, soit 7,6 % de la puissance installée hydroélectrique en Asie méridionale et centrale (3e rang) et 0,9 % du total mondial. En 2022, 356 MW ont été mis en service.
La puissance installée des centrales hydroélectriques iraniennes atteignait 12 169 MW fin 2019 (dont 1 040 MW de pompage-turbinage), loin derrière la Chine (356 400 MW) et l'Inde (50 017 MW) ; leur production s'est élevée à 28,6 TWh en 2019. En 2018, elle avait été réduite à 10,03 TWh par la sécheresse qui affectait le Moyen-Orient depuis plusieurs années. La puissance installée atteignait 11 951 MW fin 2018. Les deux derniers groupes de la centrale de Daryan (210 MW), dans la province de Kermanshah, ont été mises en service en 2018. Les projets en construction de Sardasht et de Bakhtiari ajouteront 1 650 MW.

Aménagement du bassin des fleuves Karun et Dez dans la province du Khouzestan
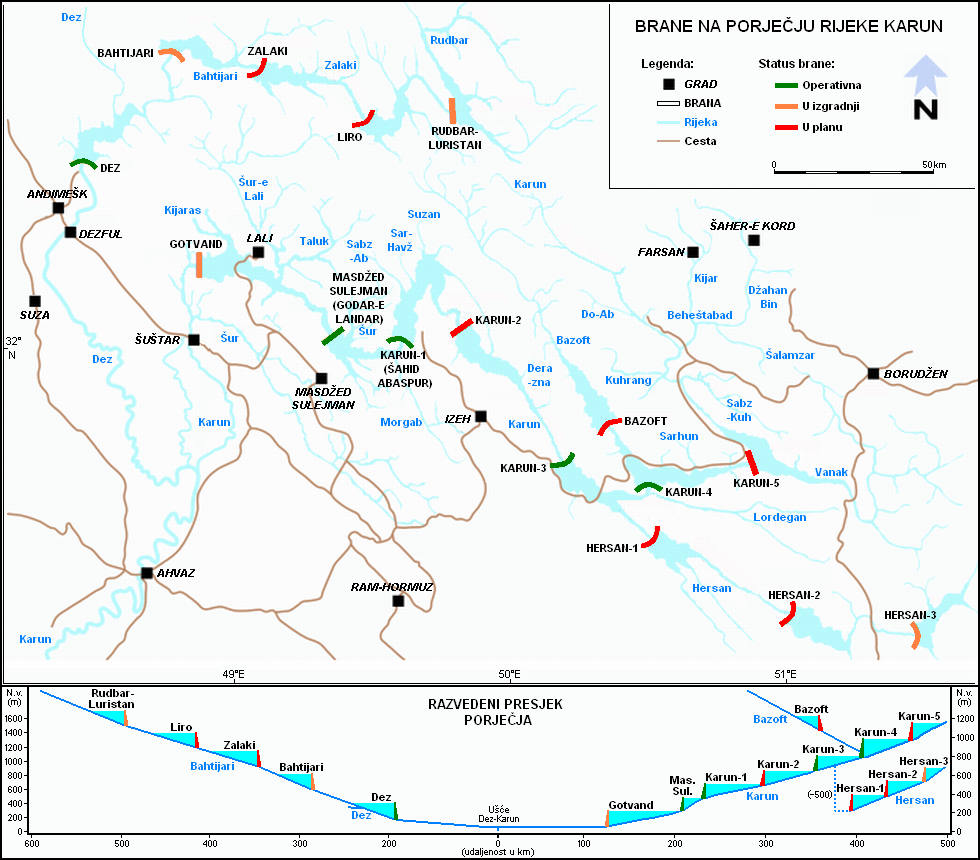
Carte des barrages du bassin Karun-Dez
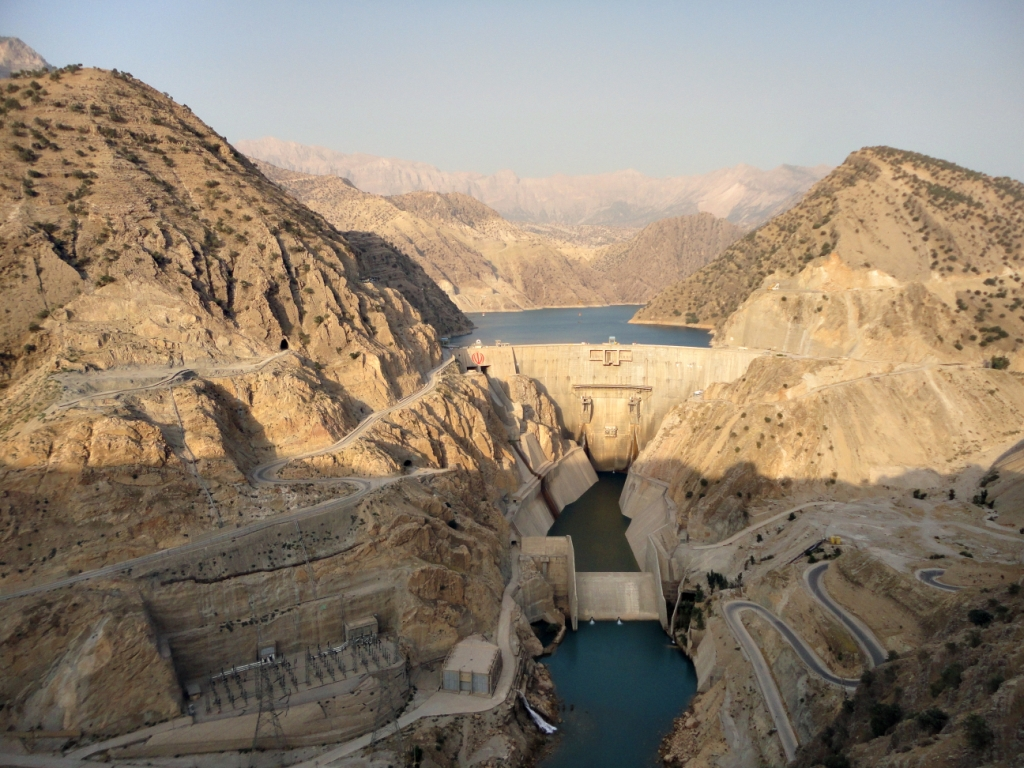
Barrage de Karun-3 en 2011.
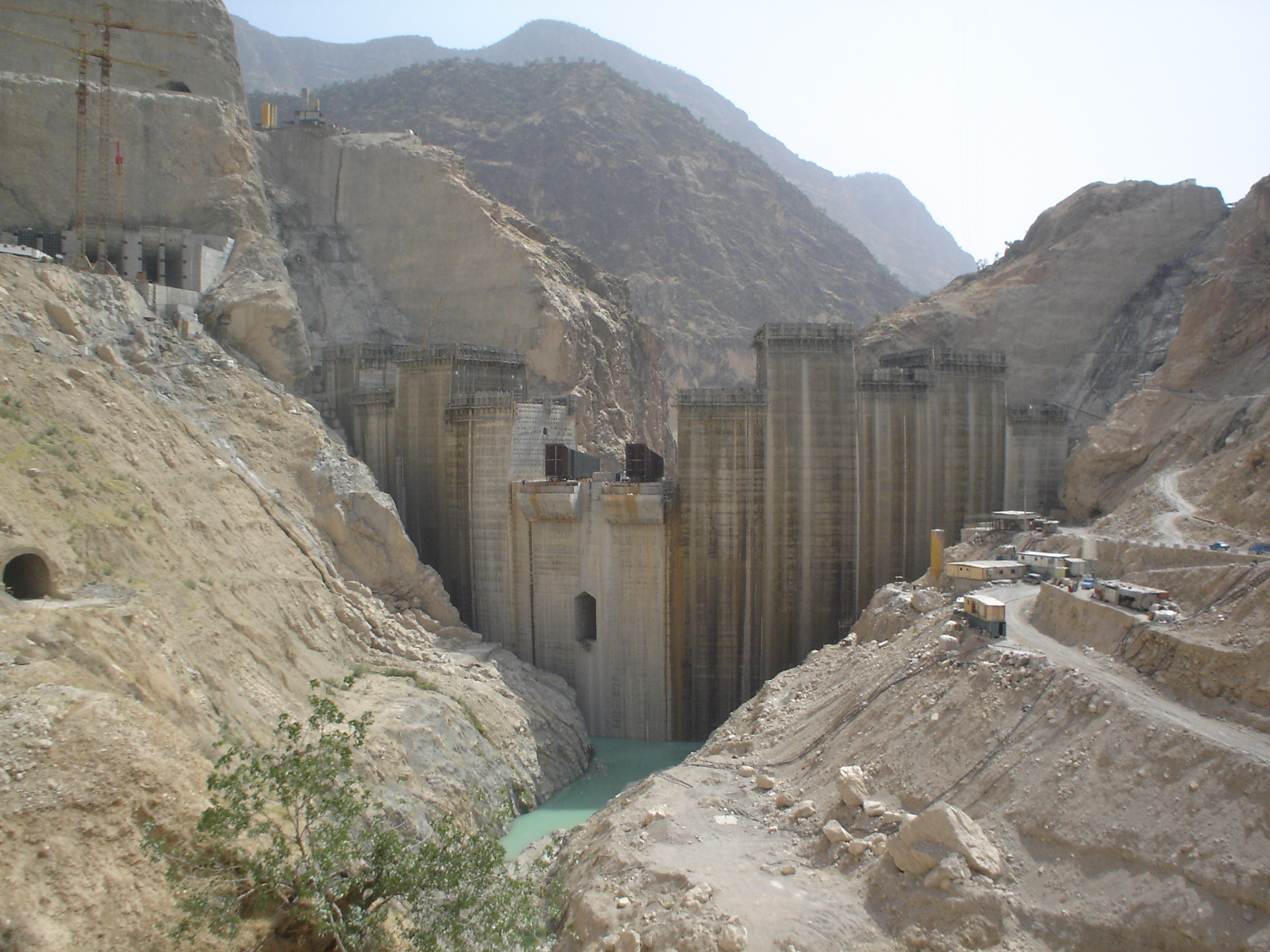
Barrage de Karun-4 en 2008.

| Centrale                   | Province   | Rivière                      | Mise en service | Puissance | Notes             |
| Karun-3                    | Khouzestan | Karun                        | 2005-06         | 2 280 MW  | [ 31 ]            |
| Karun-1 (Shahid Abbaspour) | Khouzestan | Karun                        | 1976-2004       | 2 000 MW  | [ 31 ]            |
| Karun-2 (Masjed Soleyman)  | Khouzestan | Karun                        | 2002-07         | 2 000 MW  | [ 31 ]            |
| Siah Bishe                 | Mazandéran |                              | 2013            | 1 040 MW  | pompage-turbinage |
| Karun-4                    | Khouzestan | Karun                        | 2010-11         | 1 020 MW  | [ 31 ]            |
| Gotvand                    | Khouzestan | Karun                        | 2012            | 1 016 MW  | [ 31 ]            |
| Dez                        | Khouzestan | Dez, affluent du Karun       | 1962-70         | 520 MW    | [ 31 ]            |
| Seimare                    | Ilam       | Seimare, affluent du Karkheh | 2013            | 480 MW    | [ 31 ]            |
| Karkheh                    | Khouzestan | Karkheh, affluent du Tigre   | 2002-03         | 420 MW    | [ 31 ]            |

Le barrage de Bakhtiari sur la rivière du même nom, affluent de la Dez, dans la province du Lorestan, est en construction depuis 2013 ; avec une puissance de 1 500 MW, il prendra place au 4e rang parmi les plus puissantes centrales hydroélectriques iraniennes.

#### Biocarburant
En 2016 , la Société Iranienne de Biocarburants (IBS) en collaboration avec la vice-présidence pour la science de la technologie et de Téhéran et la Suburbs Bus Company met en œuvre le premier projet pilote urbain pour l'utilisation des déchets de cuisson (huiles usagées) dans la fabrication d'un biodiesel à destination de la flotte de bus de Téhéran. Le but étant de sensibiliser le public en ce qui concerne le changement climatique mondial, dans lequel ils recommandent « la réduction des émissions de dioxyde de carbone anthropiques nettes dans l'atmosphère » et « minimiser les perturbations anthropiques de gaz atmosphériques par remplacement partiel des combustibles fossiles par des biocarburants de déchets orientés ». Le programme a également été soutenu par le programme de petites subventions, Fonds pour l'environnement mondial, Programme des Nations unies pour le développement (SGP/GEF/UNDP) Bureau en Iran.

#### Éolien

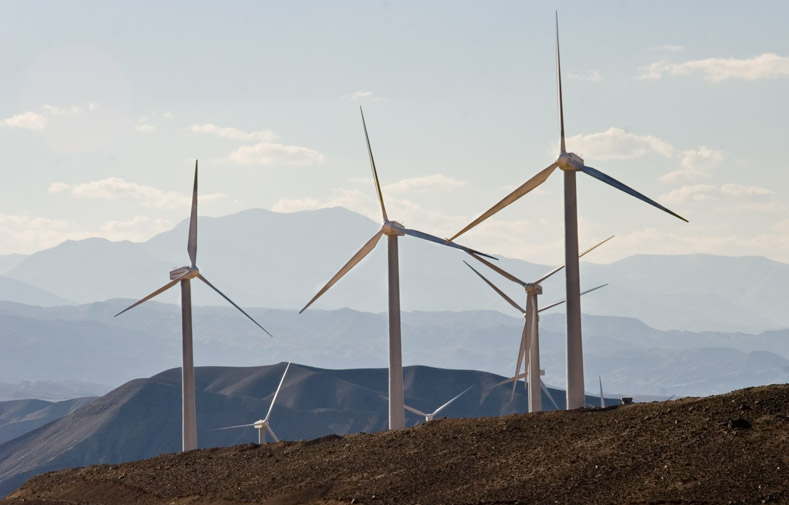
Parc éolien près de Manjeel.

L'énergie éolienne a produit 812 GWh en Iran en 2022, soit 0,2 % de l'électricité du pays.
La puissance installée éolienne atteignait 308 MW en 2020, en progression de 3 MW en 2020 et de 101 % depuis 2015.

#### Solaire
L'énergie solaire a produit 735 GWh en Iran en 2022, soit 0,2 % de l'électricité du pays.
La puissance installée solaire atteignait 430 MW en 2020, en progression de 84 MW en 2020 et de 4483 % depuis 2015.

### Consommation finale d'électricité
La consommation d'électricité par habitant s'élève en 2022 à 3 705 kWh en Iran, en progression de 290 % par rapport à 1990, supérieure de 8 % à la moyenne mondiale : 3 427 kWh, mais inférieure de 39 % à celle de la Chine : 6 113 kWh, de 44 % à celle de la France : 6 638 kWh, de 65 % à celle de l'Arabie saoudite : 10 459 kWh et de 71 % à celle des États-Unis : 12 705 kWh.
La répartition par secteur de la consommation finale d'électricité a évolué comme suit :
| Secteur                                                  | 1990 | %    | 2000 | %    | 2010  | %    | 2020  | %    | 2022  | % 2022 | var. 2022/1990 |
| Industrie                                                | 14,4 | 29,3 | 33,0 | 34,9 | 63,1  | 33,9 | 104,5 | 36,4 | 111,1 | 35,3 % | +670 %         |
| Transport                                                | 0    |      | 0,01 | 0,01 | 0,3   | 0,2  | 0,6   | 0,2  | 0,7   | 0,2 %  | ns             |
| Résidentiel                                              | 17,3 | 35,2 | 31,3 | 33,2 | 60,9  | 32,7 | 92,3  | 32,1 | 102,2 | 32,4 % | +489 %         |
| Tertiaire                                                | 11,9 | 24,2 | 17,3 | 18,3 | 34,0  | 18,3 | 44,3  | 15,4 | 50,7  | 16,1 % | +325 %         |
| Agriculture                                              | 3,7  | 7,5  | 9,1  | 9,7  | 24,2  | 13,0 | 40,8  | 14,2 | 45,1  | 14,3 % | +1113 %        |
| Non spécifié                                             | 1,9  | 3,8  | 3,8  | 4,0  | 3,6   | 1,9  | 4,9   | 1,7  | 5,2   | 1,7 %  | ns             |
| Total                                                    | 49,3 | 100  | 94,4 | 100  | 186,1 | 100  | 287,4 | 100  | 314,9 | 100 %  | +539 %         |
| Source des données : Agence internationale de l'énergie. |      |      |      |      |       |      |       |      |       |        |                |

## Impact environnemental
Les émissions de gaz à effet de serre (GES) liées à l'énergie en Iran s'élevaient en 2022 à 880 Mt d'équivalent CO2, en hausse de 212 % par rapport à 1990.
En 2023, selon l'Energy Institute, les émissions de CO2 liées à l'énergie atteignent 683,6 Mt, soit 1,9 % du total mondial, au 7e rang mondial derrière la Chine (32,1 %), les États-Unis (13,2 %), l'Inde (8,0 %), la Russie (4,6 %), le Japon (2,9 %) et l'Indonésie (2,0 %).
Les émissions de CO2 dues à la combustion par habitant s'élevaient en 2022 à 7,86 t CO2, supérieures de 83 % à la moyenne mondiale : 4,29 t/hab, de 40 % à celle de l'Union européenne : 5,61 t/hab, de 90 % à celles de la France : 4,13 t/hab, de 8 % à celles de l'Allemagne : 7,30 t/hab, mais inférieures de 43 % à celles des États-Unis : 13,81 t/hab.
|                                             | 1971 | 1990  | 2022  | var. 2022/1971 | var. 2022/1990 | var.UE27 2022/1990 |
| Émissions GES (Mt CO2)                      | 39,1 | 172,8 | 702,0 | x18            | +306 %         | -27,2 %            |
| Émissions CO2/habitant (t CO2)              | 1,32 | 3,07  | 7,86  | x5,95          | +156 %         | -32,2 %            |
| Source : Agence internationale de l'énergie |      |       |       |                |                |                    |

| Combustible                                 | 1971 Mt CO2 | 1990 Mt CO2 | 2022 Mt CO2 | %     | var. 2022/1990 | var. UE27 2022/1990 |
| Pétrole                                     | 33,2        | 137,6       | 217,6       | 31 %  | +58 %          | -19,2 %             |
| Gaz naturel                                 | 5,5         | 33,8        | 477,4       | 68 %  | x14,1          | +42 %               |
| Charbon                                     | 0,3         | 1,2         | 6,6         | 1 %   | x5,5           | -58 %               |
| Total                                       | 39,1        | 172,8       | 702,0       | 100 % | +306 %         | -27,2 %             |
| Source : Agence internationale de l'énergie |             |             |             |       |                |                     |

| | Émissions 2022      | part du secteur | Émissions/habitant | Émiss./hab. UE-27 |
| Secteur | Millions tonnes CO2 | %               | tonnes CO2/hab.    | tonnes CO2/hab.   |
| Secteur énergie hors élec. | 54,7                | 8 %             | 0,62               | 0,37              |
| Industrie et construction | 201,8               | 29 %            | 2,28               | 1,42              |
| Transport | 142,6               | 20,5 %          | 1,61               | 1,78              |
| dont transport routier | 140,1               | 20 %            | 1,58               | 1,66              |
| Résidentiel | 196,2               | 28,2 %          | 2,21               | 1,14              |
| Tertiaire | 51,4                | 7,4 %           | 0,58               | 0,73              |
| Total | 696,4               | 100 %           | 7,86               | 5,61              |
| Source : Agence internationale de l'énergie * après ré-allocation des émissions de la production d'électricité et de chaleur aux secteurs de consommation |                     |                 |                    |                   |

Les émissions iraniennes sont supérieures de 40 % à celles de l'UE, surtout dans le secteur résidentiel (+94 %) et dans l'industrie (+61 %) ; par contre, le transport routier est légèrement au-dessous de la moyenne européenne.